# Ponte Governador José Wilson Siqueira Campos
A Ponte Governador Siqueira Campos, originalmente denominada Ponte Presidente Fernando Henrique Cardoso da Amizade e da Integração Nacional, é uma obra rodoviária localizada na rodovia TO-080, no estado do Tocantins. O passadiço liga a cidade de Palmas ao distrito de Luzimangues, município de Porto Nacional, como também à cidade vizinha de Paraíso do Tocantins e à rodovia BR-153.[carece de fontes?]
A obra faz parte de um complexo de travessia sobre o Rio Tocantins, em um trecho de oito quilômetros pelo lago da UHE Lajeado. A estrutura completa, além da ponte, é composta por dois vazantes de 84 metros cada, todos conectados por aterros. Custou R$ 146 milhões de recursos do governo estadual.[carece de fontes?]
A Ponte Siqueira Campos foi concebida no formato causeway, sendo a segunda maior ponte deste tipo no Brasil (perde apenas para a ponte Hélio Serejo, localizada entre Bataguassu - MS e Presidente Epitácio - SP).[carece de fontes?]